# 沙赫特曼主义
沙赫特曼主义（英語：Shachtmanism）是与美国托洛茨基主义活动家马克斯·沙赫特曼及其领导的工人党相关联的马克思主义学说。它有两个主要组成部分：对苏联的官僚集体主义的分析和对世界政治的“第三阵营”主张。沙赫特曼主义者认为，所谓“社会主义国家”的斯大林主义统治者是一种与工人阶级不同的新统治阶级，并反对列夫·托洛茨基将斯大林主义苏联描述为“堕落的工人国家”。